# Барт де Вевер
Барт Алберт Лилијан де Вевер (хол. Bart Albert Liliane De Wever; Мортсел, 21. децембар 1970) је белгијски аутор, историчар и политичар који је био премијер Белгије од фебруара 2025. године. Од 2004. до 2025. године, де Вевер је био лидер Нове фламанске алијансе (N-VA), политичке странке која се залагала за трансформацију Белгије у конфедералну државу. Од јануара 2013. до фебруара 2025. године, био је градоначелник Антверпена, након општинских избора 2012. године.
Де Вевер је председавао победом своје странке на савезним изборима 2010. године, када је N-VA постала највећа странка и у Фландрији и у целој Белгији. То је поново постигао на наредна три избора, да би на крају добио задатак да формира нову владу од краља Филипа након избора 2024. године.
Након више од осам месеци преговора између странака N-VA, Vooruit, CD&V, MR и Les Engagés, 31. јануара 2025. године објављено је да је постигнут споразум, а де Вевер је постао мандатар за премијера. Дана 3. фебруара 2025. године, де Вевер је положио заклетву, поставши први фламански националистички политичар на функцији премијера Белгије.

## Младост и образовање (1970–1994)

### Младост и породица
Барт Алберт Лилијан де Вевер је рођен 21. децембра 1970. у Мортселу и одрастао је у Контиху, где су његови родитељи Ирена и Анри поседовали мали супермаркет. Његов отац је раније радио за белгијску железничку компанију и кратко је био активан у Фламандском милитантном редоследу пре него што је постао локални администратор за Фолксуни. де Веверов старији брат је историчар и професор Бруно де Вевер, који предаје на Универзитету у Генту. Његов деда је био секретар Фламанске националне уније, фламанске крајње десничарске странке из међуратног периода која је била призната као владајућа странка Фландрије током нацистичке окупације Белгије. Међутим, током једног интервјуа, Барт де Вевер је нијансирао прошлост свог деде тврдећи да није сарађивао са нацистима.

### Образовање
Де Вевер је почео да студира право на Универзитету у Антверпену, али је напустио студије пре него што је прешао на студије историје у Универзитетском центру Светог Ињација у Антверпену, а затим на Католичком универзитету у Левену (КУЛ), где је дипломирао са лиценцијом (еквивалент мастер дипломе). Као студент био је члан класично либералне организације Liberaal Vlaams Studentenverbond (LVSV, Либерална фламанска студентска унија) и конзервативне Katholiek Vlaams Hoogstudentenverbond (KVHV, Католичка фламанска студентска унија) у Антверпену и Левену. Бивши је главни уредник новина KVHV Tegenstroom (часопис KVHV у Антверпену) и Ons Leven (у Левену). Након дипломирања, био је запослен као истраживачки асистент радећи на Nieuwe Encyclopedie van de Vlaamse Beweging (Нова енциклопедија фламанског покрета), а такође је објавио и чланак у часопису о утицају Јориса ван Северена.

## Политички успон (1994–2012)

### Прве године (1994–2004)
Де Вевер је првобитно започео своју политичку каријеру као члан странке Фолксуни (Народна унија), којој је припадао његов отац, и изабран је за општинског одборника у Берхему. Током идеолошких подела у Фолксунији, де Вевер је постао део Oranjehofgroep заједно са Фридом Брепулс, Ериком Дефортом, Беном Вајтсом и Гертом Буржоа. Oranjehofgroep је била политичка клика унутар Фолксуније састављена од десничарских, конзервативно-либералних и фламанских националистичких чланова који су се противили левичарском правцу којим је странка ишла под вођством Берта Ансја. Чланови Oranjehofgroep ће касније заједно основати N-VA.

### Вођство (2004–2009)
Године 2004. изабран је за лидера странке N-VA са 95% гласова, као једини кандидат на изборима. У почетку, N-VA је пратила политички стил Народне уније карактеришући себе као велику шаторску странку; међутим, под де Веверовим вођством, N-VA је попримила конзервативни идентитет и од тада је доживела пораст подршке. Де Вевер је прошао кроз тежак период 2006. године, када је прихватио конзервативно-либералног Жан-Марија Дедекера као члана N-VA, што је изазвало раскол са странком CD&V. Да би помирио странку, Дедекер је морао да оде. Иако је био опширно критикован, локални лидери N-VA су дозволили де Веверу да остане председник N-VA.
Године 2007. објављена је фотографија де Вевера на којој присуствује конференцији коју је 1996. године одржао лидер француског екстремно десничарског Националног фронта Жан-Мари ле Пен у Фламанском националном дебатном клубу у Антверпену. Као одговор на контроверзу, де Вевер је изјавио: „Управо сам завршио студије и сматрао сам да је то јединствена прилика да чујем Ле Пена, који је у то време био важна фигура у француској политици. Ја сам легалиста, са демократским уверењима, али имам англосаксонско схватање слободе изражавања: у демократији, свако мора бити слободан да изрази своје мишљење, чак и ако је то мишљење које мрзим. И увек више волим да имам информације из прве руке него на филтриран начин.“ Де Вевер је касније критиковао ле Пена као „шоумена који није имао одговоре ни на шта“ и рекао да нема везе са Ле Пеновом странком.
У октобру 2007. године, након што се тадашњи градоначелник Антверпена Патрик Јансенс извинио због сарадње града у депортацији Јевреја током Другог светског рата, Барт де Вевер је рекао да:
„Антверпен није организовао депортацију Јевреја, већ је био жртва нацистичке окупације... Они који су у то време били на власти морали су да доносе тешке одлуке у тешким временима. Не сматрам да је баш храбро стигматизовати их сада.“
Након што су његови коментари наишли на контроверзу, де Вевер се лично извинио представницима јеврејске заједнице Антверпена и у отвореном писму листу De Standaard. Након ових догађаја, у колумни објављеној у Le Monde, белгијски француски писац Пјер Мертенс тврдио је да је Барт де Вевер био „убеђени негативистички лидер“Де Вевер је тужио Мертенса због ове оптужбе.

### Избори 2009–10. и последице (2009–2012)
На регионалним изборима 2009. године, његова странка је освојила неочекивано високих 13% гласова, што је N-VA учинило укупним победником избора заједно са старим партнером из картела CD&V. N-VA се потом придружила влади, при чему је де Вевер одлучио да остане председник странке и именовао још два члана странке за министре у фламанској влади и једног члана странке за председника фламанског парламента.  Вевер је више пута посетио бившег британског премијера Дејвида Камерона у Даунинг стриту 10 и одржавао контакт са Борисом Џонсоном током његовог мандата као градоначелника Лондона.
Превремени избори одржани су 13. јуна 2010. године, што је резултирало тиме да је N-VA освојила највише гласова у холандско-говорним подручјима и Социјалистичка партија (ПС) у франкофонској Белгији. На националном нивоу, две странке су биле готово изједначене са 27 места за N-VA и 26 за ПС, док су преостала места подељена између десет других странака. Током 541 дана након избора, није могао бити постигнут договор међу странкама о коалицији за формирање нове владе и током тог периода земљом је наставила да управља привремена влада. Дана 6. децембра 2011. године, влада Ди Рупа I је положила заклетву. Де Вевер и N-VA нису били укључени у састав ове владе, иако је он сам освојио највише преференцијалних гласова у региону холандског говорног подручја (скоро 800.000).

### Локални избори 2012.
У прекретничком резултату током локалних избора 2012. године, де Вевер је предводио Нови фламански савез до победе у граду Антверпену са 37,7% гласова.

## Градоначелник Антверпена (2013–2025)

### Први мандат (2013–2018)
Де Веверово полагање заклетве за градоначелника Антверпена 1. јануара 2013. године означило је први пут од 1933. године да је несоцијалистички политичар (изузев Леа Делвајда) био градоначелник града. У децембру 2013. године, белгијске новине Het Laatste Nieuws примиле су поштом поруку са писмом упућеним Барту де Веверу, очигледно од комунистичког екстремистеДе Вевер је добио полицијску заштиту. У новембру 2013. године, де Вевер је примљен у болницу са јаком анксиозношћу и боловима у грудима. Поново је примљен на одељење интензивне неге у фебруару 2014. године, са тешком инфекцијом плућа.

#### Савезни избори 2014.
Упркос томе што је N-VA победила на савезним изборима 2014. године са својим највећим резултатом икада, лидер Социјалистичке партије Елио Ди Рупо је напоменуо да његова странка не би била вољна да започне дијалог са де Вевером и N-VA о формирању нове савезне владе.

#### Локални избори 2018.
Са освојених 35,3% гласова, N-VA је задржала вођство у Антверпену на локалним изборима 2018. године, осигуравајући други мандат за де Вевера као градоначелника града.

### Други мандат (2018–2025)
У интервјуу из 2019. године за фламанске новине De Zondag, де Вевер је тврдио да масовна имиграција утиче на идентитет, просветљење и интеграцију, и да су имигранти муслиманског порекла склонији да јавно намећу своја уверења у односу на друге верске групе, наводећи: „Још нисам видео православног Јеврејина који жели контрафункцију у Антверпену. Они избегавају сукоб. То је разлика. Муслимани заиста захтевају место у јавном простору, у образовању, својим спољашњим знацима вере. То ствара тензије“, док је тврдио да подржава слободу вероисповести. Такође је оптужио левицу за културни релативизам, тврдећи: „Иста левица која је запалила грудњаке у мају '68. сада прихвата мараму као симбол једнакости. То ми је веома чудно. Желели су да униште хришћанство, али прихватају све у вези са исламом. Ја то називам покорношћу.“ Де Веверове коментаре критиковао је политичар Социјалистичке партије Пол Магнет, који их је назвао „обликом расизма“. Магнетове коментаре су заузврат оповргли де Вевер и министар N-VA Јан Јамбон.
Током регионалних избора 2019. године, N-VA је изгубила 7% гласова у Фландрији у поређењу са резултатом из 2014. године. Ипак, де Вевер је истрајао као председник странке. Ни он ни његова странка нису ушли у коалициону владу 2020. године, коју је предводио Александар де Кро.
Након савезних избора 2019. године, де Вевер је почео да показује интересовање за стварање новог политичког покрета десног центра, са циљем да смањи број политичких странака у парламенту и пређе на парламент америчког и британског типа са фракцијама унутар већих странака (црпећи инспирацију из дуализма Конзервативне и Лабуристичке и Републиканске и Демократске странке у Великој Британији и САД)Де Вевер је изразио жељу да привуче гласаче CD&V, Open VLD и неких Vlaams Belang. Јоаким Коенс, бивши лидер CD&W, подржао је идеју и тврдио да би то олакшало будуће формирање владе.
У новембру 2020. године поново је изабран за лидера N-VA са 96,8% гласова за нови трогодишњи мандат. Ово је учинило де Вевера најдуже вођом белгијске политичке странке.
У марту 2022. године, рекао је током радио интервјуа да руски председник Владимир Путин неће окончати руску инвазију на Украјину, јер је „психопата“ и „лудак“, додајући: „[Путин] је рекао: 'Згњечићу Русе који су против мене као комарце'. Када сам то раније чуо? Мислим да је било овде, пре 70 година.“
Након напада Хамаса на Израел 7. октобра 2023. и каснијег рата у Гази, де Вевер је позвао на распоређивање белгијске војске ради заштите јеврејских локалитета у Антверпену. Током комеморације за жртве напада Хамаса на Израел 2023. године у Антверпену, де Вевер је изјавио: „Постоји само једна страна коју треба изабрати: то је страна Израела, страна демократије и страна светлости. Против снага тираније, против снага таме. Знамо да имају дугу руку: дугу руку Техерана, Хезболаха, Хамаса, која досеже до улица Европе.“ Након што је говор добио критике од других политичара из Антверпена, попут чланова Vooruit-а и лидера Groen-a Мејерема Алмачија, који су тврдили да обе стране треба да поштују људска права, де Вевер је изјавио: „Стао сам на страну против терора и против Хамаса“ и тврдио да је рат такође увезао етничке и секташке сукобе у Белгију. Политичар Vooruit-а Том Меувс и заменик одборника Антверпена подржали су де Веверов говор.

#### Избори 2024. и формирање Владе
На савезним и регионалним изборима 2024. године у Фландрији, де Веверова N-VA постала је највећа странка у Представничком дому, тесно победивши конкурентску странку Флеманског интереса, иако је освојила исти број места као и VB у фламанском парламенту. Краљ је 10. јула именовао де Вевера за форматора, чинећи га одговорним за формирање следеће владе. Дана 31. јануара 2025. године постигнут је владин споразум између  N-VA, Vooruit, CD&V, MR and LEДе Вевер је објавио споразум објављујући латинску фразу Alea iacta est на друштвеним мрежама.

## Премијер (2025–)
Де Вевер је званично положио заклетву као премијер 3. фебруара 2025. године. Био је први фламански националиста и евроскептични политичар који је служио као белгијски премијер, а његову победу су неки политички посматрачи описали као део недавног тренда десничарских и популистичких влада у Европи. Упркос својим претходним кампањама за фламанску независност, де Вевер је у интервјуу за валонску телевизијску станицу РТБФ рекао да франкофони гласачи не морају да брину о његовом премијерском месту и да ће тежити сарадњи са странкама из франкофонског говорног подручја у влади. Де Вевер је у свом првом обраћању изјавио да ће главни фокус његове владе бити на реформи социјалне помоћи и пореза, строжој имиграционој политици, смањењу прописа Европске уније, проширењу нуклеарне енергије и повећању белгијске војне потрошње на 2% БДП-а до 2029. године како би се испуниле обавезе према НАТО-у.

### Спољна политика
У фебруару 2025. године, де Вевер је присуствовао самиту ЕУ о безбедности где је потврдио да ће његова влада наставити да подржава Украјину у текућој руској инвазији и повећавати издатке НАТО-у, наводећи да је „наша дужност да учинимо свој део како бисмо заштитили западно друштво“. Такође је критиковао приступ Доналда Трампа Путину и Украјини, али је потврдио да ће наставити да одржава јаке везе са Трамповом администрацијом, признајући да Белгија и Европа нису испуниле циљеве у погледу издатака за одбрану и тврдио да су позиви на изградњу европског војног савеза без сарадње са Сједињеним Државама нереални. У марту 2025. године, де Вевер се супротставио предлозима других лидера ЕУ да се конфискује замрзнута руска имовина у вредности од 200 милијарди евра коју држи Euroclear, тврдећи да би такав потез Русија сматрала „ратним чином“. Даље је рекао да би европски лидери такође представљали „системске ризике за цео светски финансијски систем“ јавним позивом на заплену замрзнуте руске имовине.
Дана 20. марта 2025. године, де Вевера је позвао холандски премијер Дик Схоф на састанак „миграционо-реалистичких“ европских лидера. На састанку су биле и Ђорђа Мелони из Италије, Мете Фредериксен из Данске, као и представници Мађарске и АустријеДе Веверово присуство означило је први пут да је белгијски премијер позван на разговоре. Према писању штампе, клуб „миграционо-реалистичких“ састоји се од европских лидера који желе да спроведу сличне и строже имиграционе политике у својим земљама и да стекну већи утицај на доношење одлука ЕУ о политици азила. Њихови циљеви укључују подстицање ЕУ и председнице Европске комисије Урсуле фон дер Лајен да усвоје строже мере контроле граница, као што је изградња „центара за повратак“ миграната ван Европе.
У априлу 2025. године, де Вевер је објавио да ће Белгија сада игнорисати налог за хапшење који је за Бенјамином Нетанјахуом издао Међународни суд правде, сигнализирајући промену става у односу на претходну Де Кроову владу која се обавезала да ће подржати налог.

### Састав Владе
| Портфељ                                                                                                   | Име                   | Почетак          | Крај     | Странка | Странка |
| --- | --------------------- | ---------------- | -------- | ------- | ------- |
| Премијер                                                                                                  | Барт де Вевер         | 3. фебруар 2025. | Тренутно |         | N-VA    |
| Потпредседник Владе и министар за финансије, пензије, националне лутрије и савезних културних институција | Јан Јамбон            | 3. фебруар 2025. | Тренутно |         | N-VA    |
| Потпредседник Владе и министар за рад, привреду и пољопривреду                                            | Давид Кларинвал       | 3. фебруар 2025. | Тренутно |         | MR      |
| Потпредседник Владе и министар за спољне и европских послове и развојну сарадњу                           | Максим Превот         | 3. фебруар 2025. | Тренутно |         | LE      |
| Потпредседник Владе и министар за здравље и социјалне послове                                             | Френк Ванденбрук      | 3. фебруар 2025. | Тренутно |         | Vooruit |
| Потпредседник Владе и министар за буџет и административну симплификацију                                  | Винсент ван Пентенгем | 3. фебруар 2025. | Тренутно |         | CD&V    |
| Министар за одбрану и спољну трговину                                                                     | Тео Франкен           | 3. фебруар 2025. | Тренутно |         | N-VA    |
| Министар за азил, миграцију, интеграцију и урбану политику                                                | Анелен ван Босујт     | 3. фебруар 2025. | Тренутно |         | N-VA    |
| Министар за унутрашње послове и Белирис                                                                   | Бернард Квинтин       | 3. фебруар 2025. | Тренутно |         | MR      |
| Министар за средњу класу, самозапослене и МСП                                                             | Еленор Симонет        | 3. фебруар 2025. | Тренутно |         | MR      |
| Министар за енергију                                                                                      | Матју Бихет           | 3. фебруар 2025. | Тренутно |         | MR      |
| Министар за мобилност, климу и еколошку транзицију                                                        | Жан-Лук Крук          | 3. фебруар 2025. | Тренутно |         | LE      |
| Министар за јавну модернизацију, грађански сервис, јавна предузећа, дигитализацију и управу за зграде     | Ванеса Мац            | 3. фебруар 2025. | Тренутно |         | LE      |
| Министар за потрошачка питања, друштвене преваре и једнаке могућности                                     | Роб Бендерс           | 3. фебруар 2025. | Тренутно |         | Vooruit |
| Министар за правду и Северно море                                                                         | Анелијес Верлинден    | 3. фебруар 2025. | Тренутно |         | CD&V    |

## Идеологија и погледи
Политички, де Вевер је себе описао као конзервативца и фламанског националисту. Он је отворени поштовалац Едмунда Берка и његове политичке филозофије, а британског конзервативног писца и друштвеног критичара Теодора Далримпла, бившу премијерку Маргарет Тачер и аустријског економисту Фридриха Хајека назвао је утицајним личностима. Де Вевер је такође писао колумне и есеје за De Morgen и De Standaard, које је објавио као књигу под називомДрагоцено ткиво друштвa 2008. године.

## Приватни живот
Де Вевер је ожењен холандском држављанкињом, са којом има четворо деце. Живе заједно у Дерну. Године 2012, де Вевер је кренуо на драстичну дијету и изгубио 60 килограма. Његову физичку трансформацију забележили су белгијски медији, а он је потом објавио књигу са саветима о мршављењуДе Вевер је навео маратонско трчање као своје главно интересовање ван политике. Поред холандског, де Вевер говори француски, енглески и немачки.

## Спољашне везе
Медији везани за чланак Барт де Вевер на Викимедијиној остави